# 孙元一
孙元一（韓語：손원일，1909年6月22日—1980年2月15日），是大韓民國海軍首任參謀總長，被认为是韓国海军奠基者。退役后，历任第五任国防部长，首任驻西德大使。韩国自德国引进的214型潜艇——孙元一级潜艇的首艘即名为孙元一号，以兹纪念。

## 生平
孫元一生於平安南道，三一運動後轉進中國，1930年畢業於國立中央大學農學院航海科系（今上海海洋大學），後通過中國海軍部海外留學資格考試，前往德國漢堡的美國汽船公司工作。1933年回到中國，擔任上海海岸警備隊及商船勤務工作，抗戰勝利後回到朝鮮半島。精通韓語、日語、漢語、德語。

## 荣誉
- 四等武功勋章（1950年12月30日[1]）
- 太极武功勋章（1951年10月30日[1]）
- 乙支武功勋章（1952年12月10日[1]）
- 太极武功勋章（1953年4月5日[1]）
- 青条勤政勋章（1960年1月1日[1]）